# Чикинка
Чики́нка — малая река на Южном Урале в Челябинске, правый приток Миасса. Берёт начало на территории челябинской областной больницы в 30-м квартале Челябинского городского бора, русло проходит по ложбине в гранитном массиве, на некоторых участках река заключена в отвесные гранитные берега. Река имеет среднюю ширину в 4 метра, а глубину примерно в 40 сантиметров (в некоторых местах — глубже). Река делит челябинский городской бор на две половины и впадает в Шершнёвское водохранилище. Чикинка — единственная из челябинских малых рек, которая на всём протяжении (за исключением небольших труб под пересекающими её дорогами) течёт свободно. Устье реки заболочено. В середине XX века в Чикинке водились раки.
Длина реки — 2,58 км. Высота устья — 226 м над уровнем моря. Высота истока — 263 м над уровнем моря.

## Происхождение названия
Река названа в честь предпринимателя и общественного деятеля Александра Адриановича Чикина (1855—1913), который имел на этой реке мельницу.